# Osborndale Ivanhoe
Osborndale Ivanhoe (* 1952, † 1963) war ein amerikanischer Zuchtbulle der Rasse Holstein-Friesian. Bekannt wurde er zunächst durch seine herausragenden Zuchteigenschaften und seine hohe Nachkommenschaft. In den 1990er-Jahren wurde bekannt, dass er Vererber der durch einen Gendefekt hervorgerufenen Erkrankung Bovine Leukozytenadhäsionsdefizienz war.

## Zuchtgeschichte

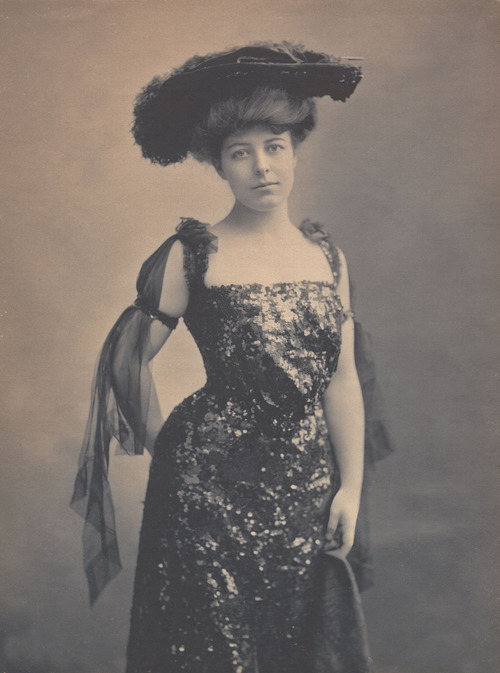
Frances Osborne Kellogg, Züchterin des Bullen Osborndale Ivanhoe

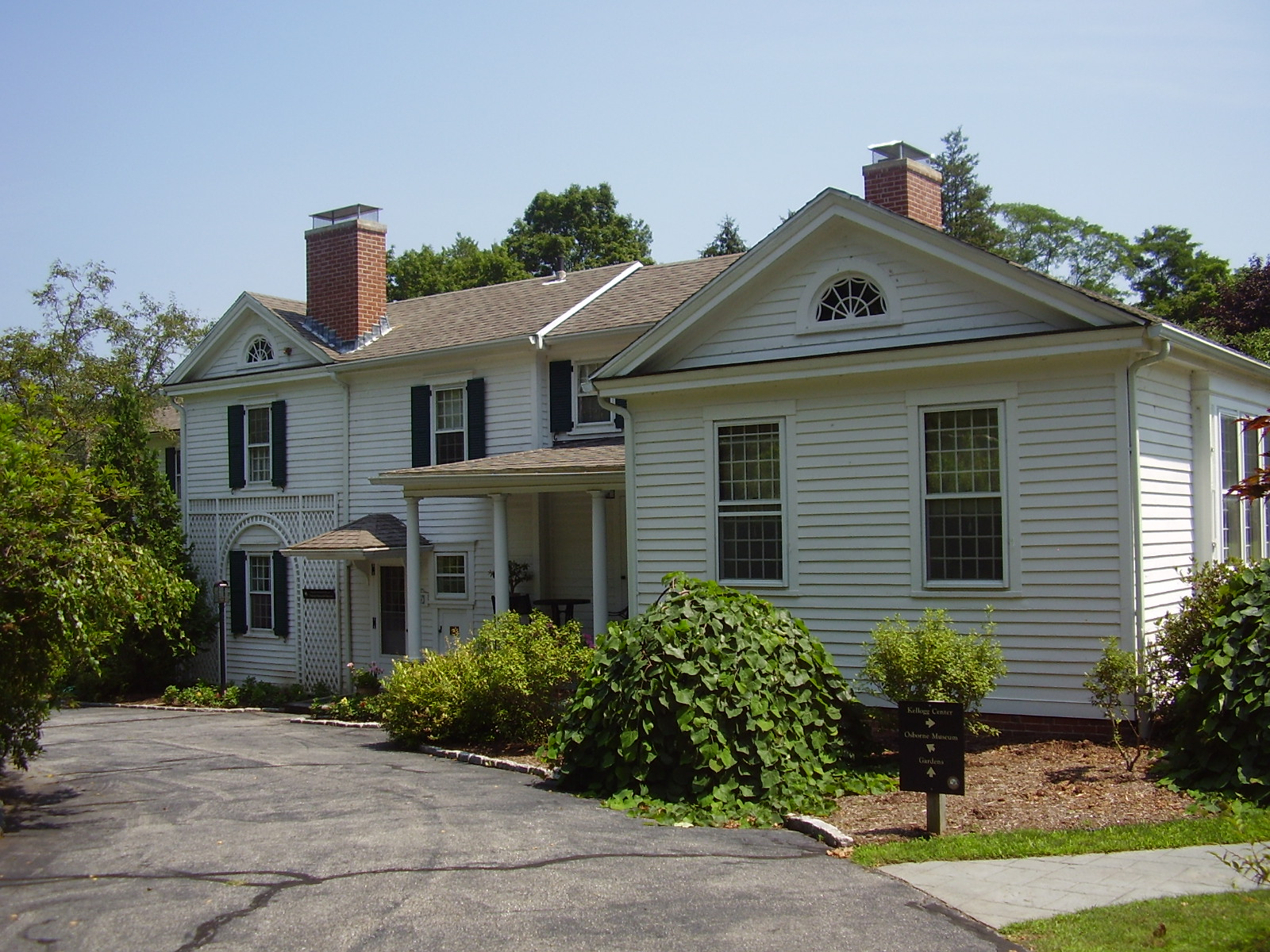
Das Wohnhaus der Osbornedale Farm, in dem heute ein Museum untergebracht ist.

Der Bulle Osborndale Ivanhoe wurde am 26. April 1952 auf der Osbornedale Farm in Derby (Connecticut) geboren. Sein Vater war der Bulle Osborne Ty Vic, seine Mutter QUA F Abbek Gay. Seine Züchterin war Frances Osborne Kellogg (* 1876 in Derby, † 26. September 1956 in Derby), die Besitzerin der Osbornedale Farm. Frances Osborne stammte aus einer Industriellenfamilie und hatte die Farm nach dem Tod ihres Vaters im Jahr 1907 übernommen. 1919 heiratete sie den New Yorker Architekten Waldo Stewart Kellogg. Dieser widmete sich auf der Farm der Zucht von Holstein-Friesian-Rindern. Durch gezielte Zuchtauswahl hatten sie große Zuchterfolge und ihre Rinder wurden wegen ihrer herausragenden Qualität und Leistung in ganz New England bekannt. Nach dem Tod ihres Mannes im Jahr 1928 setzte Frances Osborne Kellogg die Rinderzucht fort.
Von den 1920er Jahren bis zu Frances Osborne Kelloggs Tod im Jahr 1956 war die Osborne-Zucht eine der einflussreichsten Holstein-Herden in den USA. Im Jahr nach Kellogs Tods wurde die Herde am 7. und 8. Mai 1957 in einer öffentlichen Auktion aufgelöst. Dabei erzielten die 144 weiblichen Rinder einen durchschnittlichen Preis von 1.182 US-Dollar, der damit mehr als dreimal so hoch wie der Durchschnittspreis von 356 US-Dollar war, welcher in diesem Jahr für alle in Auktionen versteigerten Rinder im Land erzielt wurde. Der Bulle Wis Maestro erzielte einen Preis von 30.000 US-Dollar.
Osborndale Ivanhoe wurde von seiner Züchterin schon als Jungbulle an den American Breeders Service verkauft, die ihn zunächst als Deckbullen, später dann auch zur Gewinnung von Gefriersperma für die künstliche Besamung einsetzte.
Der Bulle starb im November 1963 und erhielt ein Grab mit Gedenktafel. Zur Erinnerung an den Bullen wird im National Dairy Shrine Museum in Fort Atkinson, Wisconsin, ein Glasbild von Osborndale Ivanhoe ausgestellt, das 2004 für einen guten Zweck auf der All-American Dairy Show versteigert wurde.

## Zuchteinsatz und Nachkommen
Von den geschätzten 100.000 direkten Nachkommen Osborndale Ivanhoes wurden etwa 100 Bullen und 5.000 Kühe weiter in der Zucht eingesetzt. Sein letzter Zuchtwert berücksichtigt 10.194 Töchter in 2.214 verschiedenen Betrieben. Diese große Zahl an Nachkommen wurde erst durch die künstliche Besamung möglich, deren Technologie Ende der 1950er-Jahre soweit entwickelt war, dass sie breit eingesetzt wurde. Damit war es möglich, ein Ejakulat auf mehrere Portionen aufzuteilen, den Samen über einen längeren Zeitraum tiefgefroren haltbar zu machen und über lange Strecken zu transportieren. Osborndale Ivanhoe gilt als der erste Bulle, der durch die künstliche Besamung internationalen Einfluss erlangte.
Durch die zunehmende Milchleistung war es in den 1960er-Jahren notwendig, großrahmigere Kühe mit größerem Verdauungstrakt und höher aufgehängten Eutern zu züchten. Der Samen des sehr großrahmigen Osborndale Ivanhoe, der diese Eigenschaft auch an seine Nachkommen vererbte, war deshalb sehr begehrt und wurde weltweit nachgefragt. Eine Portion wurde damals für bis zu 12.000 US-Dollar gehandelt. Die letzten Samenportionen wurden noch in den frühen 1980er eingesetzt und wurden für bis zu 1.500 US-Dollar pro Portion verkauft.
Aufgrund des intensiven Einsatzes in der Zucht wurde Osborndale Ivanhoe zu einem der fünf für die Rasse Holstein-Friesian einflussreichsten Bullen und wird im Nachhinein auch als Vater der modernen Holstein-Rasse bezeichnet.

### Nachkommen
Unter den direkten und indirekten Nachkommen von Osborndale Ivanhoe befinden sich zahlreiche Zuchttiere mit großem Einfluss auf die Holstein-Friesian-Rasse:
- Söhne
  - Provin Mtn Ivanhoe Jeweln (* 1960)
  - Hilltop Apollo Ivanhoe (* 1960)
  - Penstate Ivanhoe Star (* 1962) – auf ihn geht die Verbreitung der genetischen Erkrankung Complex Vertebral Malformation (CVM) zurück[16], während Osborndale Ivanhoe kein Träger der Mutation war. Penstate Ivanhoe Star war auch Träger der BLAD-Mutation.[17]
  - Fleetridge Monitor (* 1962)

- Töchter
  - Allendairy Glamorous Ivy (* 1978) – wurde 1982 als erste Holstein-Friesian Kuh für mehr als 1.000.000 US-Dollar verkauft.[18]

- Enkel und Urenkel
  - Carlin-M Ivanhoe Bell (* 1974) – wurde in den 1980er- und 1990er-Jahren wegen der herausragenden Milchleistung seiner Töchter intensiv eingesetzt; allein in den USA hatten 1200 Söhne von ihm Töchter mit Leistungsprüfungsdaten und es standen mehr als 79.000 Töchter von ihm in der Leistungsprüfung.[19]
  - Round Oak Rag Apple Elevation (RORA) (* 1965) – war der weltweit einflussreichste Holsteinbulle der 1980er Jahre mit weltweit ca. 8.800.000 Kindern und Enkeln,[20] Er ist der Sohn der Osborndale Ivanhoe-Tochter Round Oak Ivanhoe Eve.[21] 99,8 % der im Jahr 1999 geborenen deutschen Zuchtbullen waren Nachkommen von Elevation.[22]
  - Hanoverhill Starbuck (* 1979) – war ein Sohn von Round Oak Rag Apple Elevation und der Zuchtkuh A Anacres Astronaut Ivanhoe, einer Enkelin von Hilltop Apollo Ivanhoe; auch er war einer der international einflussreichsten Holsteiner-Bullen in den 1980er- und 1990er-Jahren. Von Hanoverhill Sturbuck wurde insgesamt Sperma im Wert von 25.000.000 US-Dollar verkauft.[23]
  - Starbuck II (* 7. September 2000 in Saint-Hyacinthe) – war ein aus Hanoverhill Starbucks Zellen geklontes Kalb, das zwei Jahre nach dessen Tod geboren wurde.[24]

## Bovine Leukozytenadhäsionsdefizienz (BLAD)
Erst im Jahr 1989 wurde entdeckt, dass Osborndale Ivanhoe Träger einer Mutation war, die bei homozygoten Trägern zu der Erkrankung Bovine Leukozytenadhäsionsdefizienz führt. Durch den Gendefekt kommt es zu einer fehlerhaften Funktion der Neutrophilen Granulozyten, wodurch die immunologische Abwehr gegen Infektionen stark beeinträchtigt ist.
Betroffene Kälber leiden unter rezidivierenden bakteriellen Infektionen vor allem des Atmungs- und Verdauungstraktes und weisen ein reduziertes Wachstum auf. Die Erkrankung verläuft innerhalb der ersten beiden Lebensjahre tödlich.
Da BLAD einem autosomal-rezessiven Erbgang unterliegt, trat die Erkrankung erst zwei Jahrzehnte nach Osborndale Ivanhoes Tod auf. Durch den massiven weltweiten Einsatz seiner Nachkommen in der Holstein-Friesian-Zucht war in den 1990er-Jahren ein hoher Grad von Inzucht erreicht, wodurch zunehmend homozygote Träger auftraten. Zum Zeitpunkt der Entdeckung des Erbgangs waren in den USA 15 % der Bullen und 6 % der Zuchtkühe Träger der Mutation.
Durch die Entwicklung genetischer Tests, die konsequente Testung aller Zuchtbullen und den Ausschluss von BLAD-positiven Bullen vom Einsatz bei der künstlichen Besamung ist es gelungen, die Erkrankung weitgehend aus der Holstein-Friesian-Zucht zu eliminieren.